# Günter Schmidt (Journalist)
Günter Schmidt (* 24. November 1941 in Wien; † 21. August 2010 ebenda) war ein österreichischer Journalist, langjähriger Fernsehmoderator und Korrespondent.

## Leben
Günter Schmidt schloss sein Studium an der Hochschule für Welthandel 1967 als Diplom-Kaufmann ab. Schon während des Studiums arbeitete er als Assistent des Chefkorrespondenten im Wiener Büro der Nachrichtenagentur Reuters. Im Jahre 1968 übersiedelte er und war für den deutschsprachigen Dienst der BBC London tätig. Nach Beendigung seiner Tätigkeit bei der BBC übernahm er in London die redaktionelle Leitung des deutschsprachigen Dienstes des Los Angeles Times/Washington Post News Service.
1972 wechselte er zum Österreichischen Rundfunk (ORF). Dort war er ab Jänner 1975 als leitender Redakteur/Reporter für Ausland und Wirtschaft tätig. Daneben war er langjähriger Moderator der Nachrichtensendung Zeit im Bild und des Wirtschaftsmagazins Schilling (jetzt €co). Von 1992 bis zu seiner Ablöse durch Roland Adrowitzer am 31. August 2002 leitete er das ORF-Korrespondentenbüro in Brüssel. In diese Zeit fielen auch der Beitritt Österreichs zur Europäischen Union und die Verhandlungen davor. Seine Erfahrungen in Brüssel gab er auch bei verschiedenen Vorträgen und Artikeln weiter.
Ende 2003 ging Schmidt in den Ruhestand.
Er verstarb unerwartet an den Folgen einer Lungenentzündung und hinterließ eine Frau, drei Kinder und ein Enkelkind. Er wurde am Kalksburger Friedhof (2-16) in Wien bestattet.
In einem Nachruf wird er von einem Kollegen wie folgt charakterisiert: „Ich habe noch nie einen Menschen gesehen, der so schnell denkt und sich so langsam bewegt.“ Er dachte sehr schnell, handelte aber überlegt. Einer seiner Lieblingssätze war: „Das muss man sich sehr genau anschauen.“

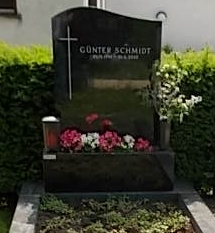
Grabstätte von Günter Schmidt

## Auszeichnungen
Er ist Träger vieler in- und ausländischer Preise
- 2001 Leopold-Kunschak-Preis Pressepreis
- 2002 Berufstitel Professor[6]

## Veröffentlichungen
- Aussenministerium und Massenmedien aus der Sicht eines aussenpolitischen Fernsehredakteurs, in: Österreichische Zeitschrift für Außenpolitik, 19. Jg. 1979, Braumüller, Sonderheft, S. 79–83.
- Entwicklungen in der Europäischen Union und die österreichische Ratspräsidentschaft, in: Politische Akademie Wien (Hrsg.): Österreichisches Jahrbuch für Politik, Böhlau, Wien 1998, S. 499 ff.
- Schilling, Müller, 1. Ausgabe (1988) – 4. Ausg. (1991)